# Купальный (посёлок)
Купальный — посёлок в Таловском районе Воронежской области России. Входит в состав Нижнекаменского сельского поселения.

## География
Посёлок находится на северо-востоке центральной части Воронежской области, в степной зоне, на расстоянии примерно 10 километров (по прямой) к юго-востоку от рабочего посёлка Таловая, административного центра района. Абсолютная высота — 202 метра над уровнем моря.
Часовой пояс
Посёлок Купальный, как и вся Воронежская область, находится в часовой зоне МСК (московское время). Смещение применяемого времени относительно UTC составляет +3:00.

## Население
| 2010 |
| ---- |
| 94   |

Гендерный состав
По данным Всероссийской переписи населения 2010 года в гендерной структуре населения мужчины составляли 51,1 %, женщины — соответственно 48,9 %.
Национальный состав
Согласно результатам переписи 2002 года, в национальной структуре населения русские составляли 59 %, турки — 28 %.

## Улицы
Уличная сеть посёлка состоит из одной улицы (ул. Купальная).